# Mysterien von Eleusis

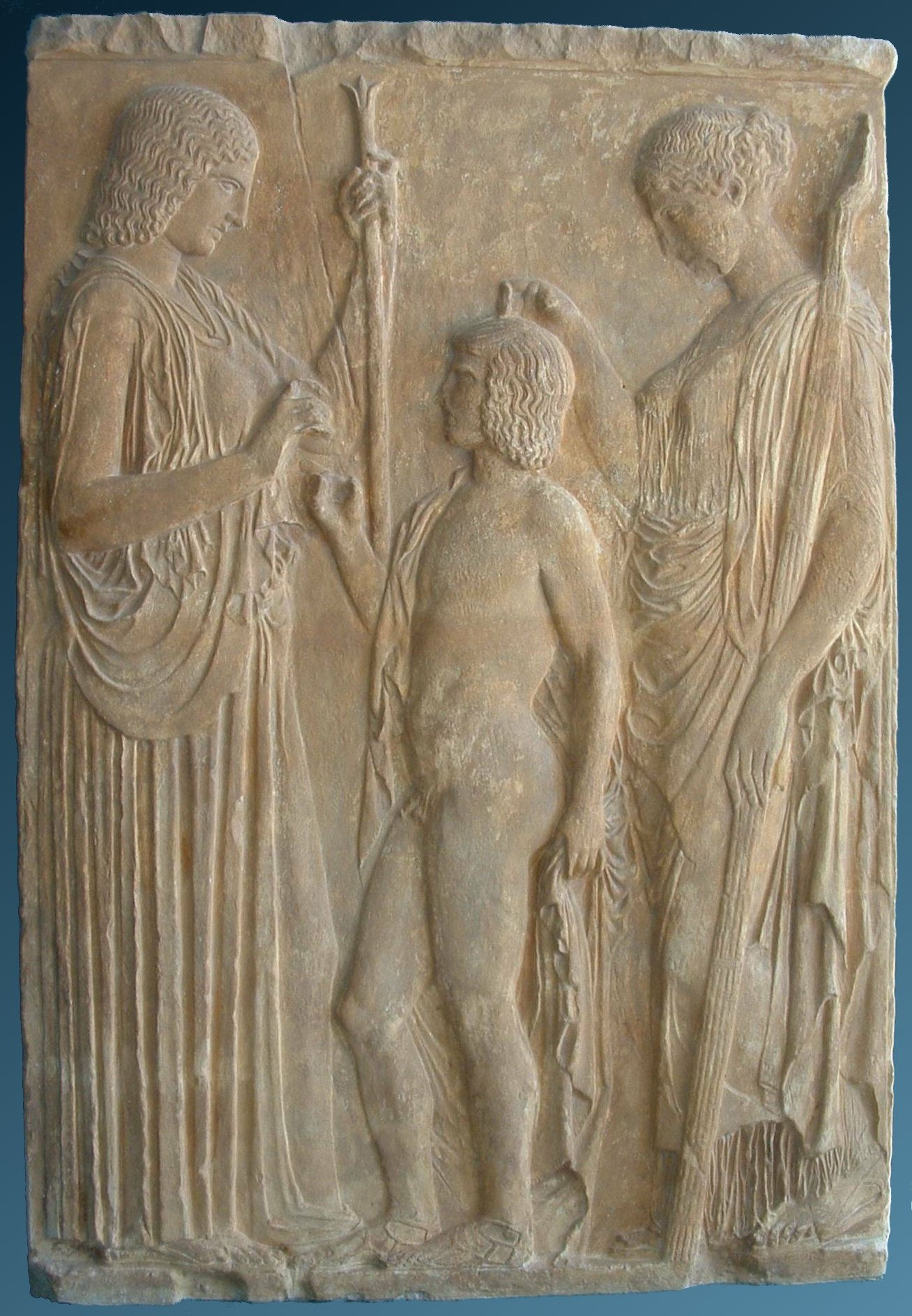
Triptolemos zwischen Demeter (links), die ihm Ähren reicht, und Persephone (rechts), die ihn segnet (Votivrelief aus Eleusis, ca. 440–430 v. Chr., Athen, Archäologisches Nationalmuseum)

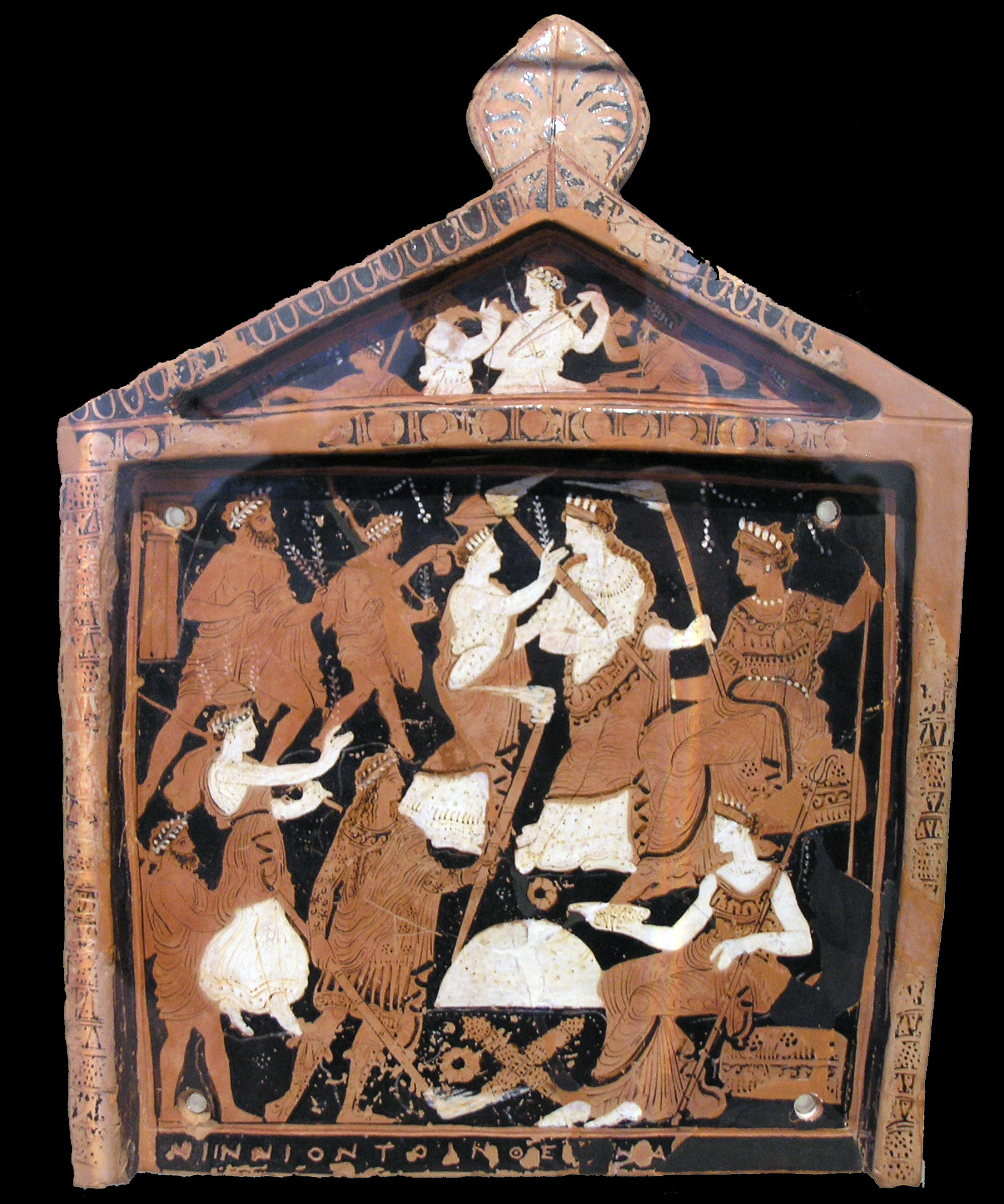
Ninnion-Pinax aus Eleusis mit Darstellung der Mysterien (Athen, Archäologisches Nationalmuseum)

Die Mysterien von Eleusis waren Initiations- und Weiheriten, die die Gottheiten Demeter und Kore betrafen und nach dem Demeterheiligtum in Eleusis (heute Elefsis) bei Athen benannt waren. Sie gehörten zum Staatskult der Athener; es wurden aber auch Teilnehmer aus der gesamten Oikumene in die Mysterien eingeführt.
Die Teilnehmer der Mysterienfeiern mussten die Geschehnisse unter Androhung der Todesstrafe geheim halten und wurden dadurch zu einem exklusiven Zirkel geeint. Sie glaubten, so an der göttlichen Macht teilzuhaben und im Leben nach dem Tode davon zu profitieren. Trotz der Geheimhaltungspflicht konnten aus archäologischen Funden und überlieferten Texten die Abläufe der Feiern weitgehend rekonstruiert werden.
Die Mysterien bestanden aus umfangreichen kultischen Vorbereitungen, auf die ein Umzug von bis zu 3000 Teilnehmern auf der heiligen Straße von Athen nach Eleusis (griech. „Ankunft“) folgte. Während des Zuges wurden Szenen nachgestellt, die die Geschichten der Demeter, der Persephone und des Dionysos darstellen.
Pausanias berichtet in seinen Reisebeschreibungen: 

„Die älteren Griechen hielten nämlich die Feier in Eleusis um so viel höher in Ehren als alles, was sonst zur Frömmigkeit gehört […]“

## Hintergrund

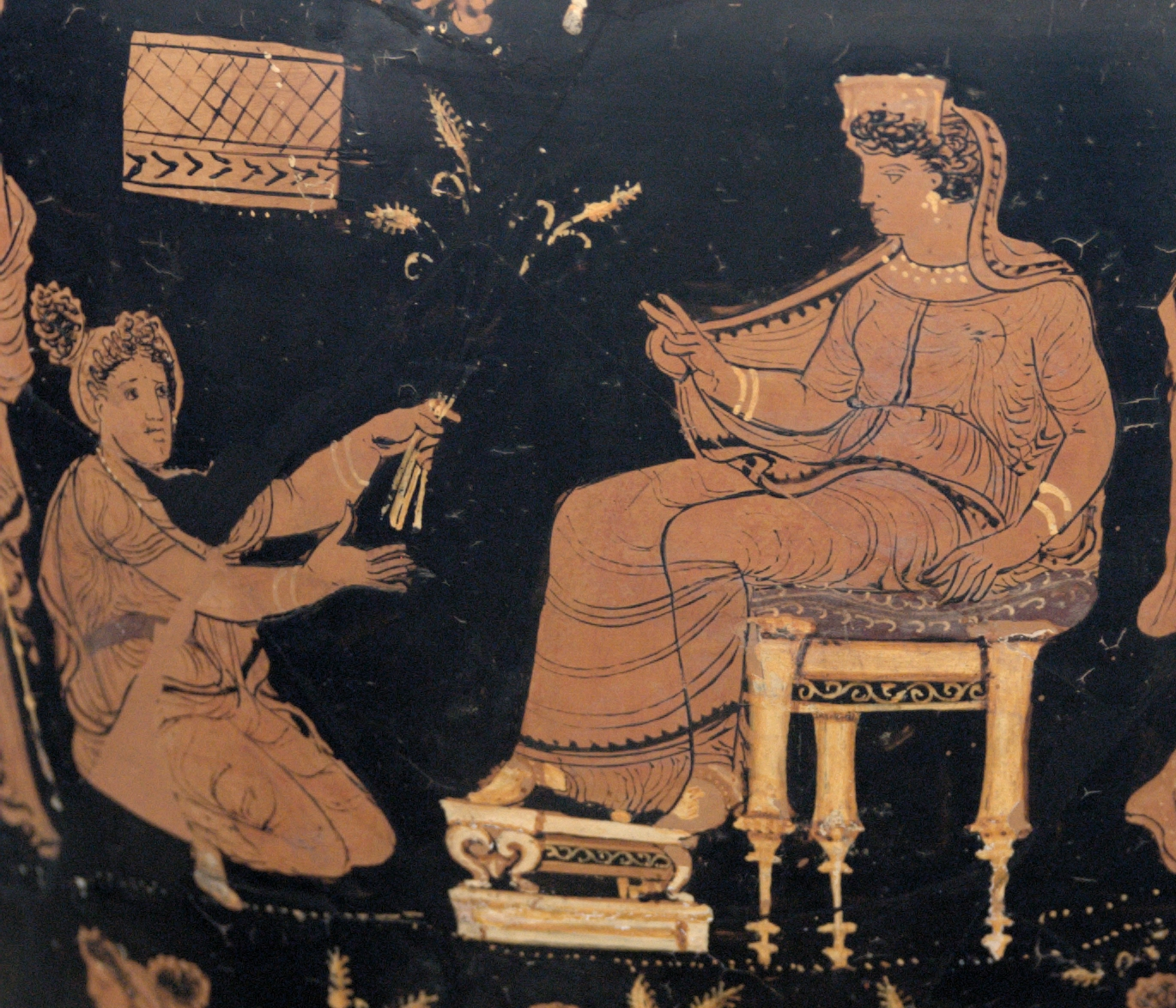
Demeter und Metaneira. Detail auf dem Bauch einer apulisch-rotfigurigen Hydria, um 340 v. Chr. (Antikensammlung Berlin 1984.46)

Grundlage der Mysterien bildet der Mythos von Demeter, der Göttin des Lebens und der Fruchtbarkeit, und dem Raub ihrer Tochter Kore/Persephone durch den Unterweltsgott Hades. Während Demeter nach ihr suchte, vernachlässigte sie ihre Pflichten; die Erde gefror und die Menschen hungerten – der erste Winter. Während dieser Zeit lehrte Demeter Triptolemos die Geheimnisse der Landwirtschaft. Am Ende gelang es ihr, Persephone zurückzuholen, und die Erde begann wieder zu leben – der erste Frühling ereignete sich. Während ihrer Entführung gab Hades Persephone einen Granatapfel, von dem sie ein paar Samen aß, weshalb sie nun nicht mehr ständig im Land der Lebenden weilen konnte. Ein Drittel des Jahres zog es sie in die Unterwelt, den Rest des Jahres verbrachte sie mit ihrer Mutter – so entstanden die Jahreszeiten (die Griechen kannten allerdings nur drei Jahreszeiten, den Herbst gab es nicht).
Mit den Mysterien von Eleusis wurde Persephones Rückkehr in die Welt der Lebenden gefeiert, also der Frühlingsbeginn. Da sie während ihres Aufenthaltes in der Unterwelt Samen aß, ein Symbol des Lebens, steht die Rückkehr symbolisch für die Wiedergeburt alles pflanzlichen Lebens im Frühjahr und im größeren Rahmen allen Lebens auf Erden.
Im homerischen Hymnus an Demeter war König Keleos einer der ursprünglichen Demeter-Priester und einer der ersten, die in die geheimen Riten und Mysterien ihres Kultes eingeweiht wurden. Die anderen der ursprünglichen Priester waren Diokles, Eumolpos, Triptolemos und Polyxeinos. Triptolemos, der das Wissen um die Landwirtschaft direkt von Demeter erhalten hatte, gab es an das ganze Volk der Griechen weiter.

## Ablauf der Mysterien
Man unterschied zwischen den Großen und den Kleinen Mysterien von Eleusis. Die Kleinen Mysterien, Myesis, wurden im Monat Anthesterion (Februar/März) abgehalten, wobei sich das Datum bei Bedarf gelegentlich änderte. Die Priester läuterten die Kandidaten für die Initiation. Dem ging die Opferung eines Schweines voran; danach reinigten sich die Priester selbst rituell in Agrai durch ein Bad im Fluss Ilissos.
Die Großen Mysterien, die Teletai, fanden im Monat Boëdromion (= „um Hilfe laufen“; ~August/September) statt, dem ersten Monat des Attischen Kalenders. Sie dauerten neun Tage. Zu ihrem Auftakt wurden die geheiligten Gegenstände am 14. Boedromion von Eleusis zum Eleusinion, einem Tempel am Fuße der Akropolis in Athen, gebracht.
Am 15. Boedromion erklärten die Hierophanten, die Priester des Kults, die Prorrhesis, den offiziellen Beginn der Riten. Die Zeremonien begannen in Athen am 16. Boedromion mit der feierlichen Waschung der Priester im Meer bei Phaleron und der Opferung eines jungen Schweins im Eleusinion am 17. Boedromion.
Zwei Tage später am 19. Boedromion begann am Athener Dipylon die Prozession zurück nach Eleusis. Hinter dem „Jakchagogos“ genannten Priester, der das Holzbildnis des Dionysos aus dem in der Nähe gelegenen Heiligtum des Dionysos Jakchos trug, zog die Bevölkerung entlang der heiligen Straße und passierte dabei Abschnitte, die man Bakchoi nannte.
An einem bestimmten Punkt des Weges gaben die Teilnehmer im Gedenken an die Magd Iambe lauthals Obszönitäten von sich. Die Magd hatte erreicht, Demeter mit einem derben Scherz von ihrer Trauer um den Verlust ihrer Tochter abzulenken und die Göttin sogar zum Lächeln gebracht. Auch wurde immer wieder Iakch' o Iakche! gerufen, vermutlich als Anspielung auf Dionysos.
Nachdem die Prozession in Eleusis angekommen war, folgte ein Tag des Fastens in Erinnerung an Demeters Fasten während ihrer Suche nach Persephone. Mit dem Genuss eines besonderen Getränks aus Gerste und Polei-Minze, dem Kykeon, wurde das Fasten beendet. Überlegungen richteten sich in diesem Zusammenhang auf die Frage, ob dieses Getränk psychotrope Substanzen enthielt. Vermutet wurde, dass der Trank Mutterkorn enthielt, dessen Toxine eine dem LSD verwandte Wirkung entfalten können.
Am 20. und 21. betraten die Mysten die große Halle, das Telesterion, wo ihnen die heiligen Reliquien der Demeter gezeigt wurden und die Priesterinnen ihre Visionen der heiligen Nacht bekannt gaben. Im Zentrum des Telesterion befand sich das Anaktoron, der Palast, bei dem es sich um ein schmales Steingebäude handelte, zu dem nur die Hierophanten Zutritt hatten. Im Anaktoron wurden die heiligen Objekte der Demeter aufbewahrt. Die Geschehnisse im Telesterion gehörten zu den größten Geheimnissen der Mysterien, auf deren Verrat die Todesstrafe stand.
Abends folgte die Pannychis, ein großes Fest, das die ganze Nacht andauerte und von Tanz und Fröhlichkeit begleitet wurde. Die zur Weihe bestimmten Jünglinge tanzten auf den Rharischen Feldern wie Dionysos in Mädchenkleidern. Es ging die Sage, die Felder seien der erste Fleck Erde, auf dem Getreide gewachsen sei. Nachts oder am frühen Morgen wurde ein Stier geopfert.
Am Tag nach dem Fest, dem 22. Boedromion, ehrten die nun Eingeweihten den Tod durch ein Trankopfer aus besonderen Behältnissen. Die Mysterien von Eleusis endeten am 23. Boedromion, und alle Besucher kehrten wieder heim.

## Teilnehmer
Es gab vier Arten von Teilnehmern an den Mysterien von Eleusis:
1. die Priester, Priesterinnen und Hierophanten,
2. die zur Weihe bestimmten Jünglinge, die an der Zeremonie erstmals teilnahmen,
3. andere, die schon an der Zeremonie teilgenommen hatten,
4. diejenigen, die bereits an der Epopteia (das „Hinsehen“, eine Einweihungsstufe) teilgenommen und von den großen Geheimnissen der Demeter erfahren hatten. Ein Eingeweihter dieser Stufe wurde epoptes genannt.

Die Besucher, die die Feiern und insbesondere den Zug entlang der heiligen Straße begleiteten, nahmen nicht direkt an den Mysterien teil. Unter den Teilnehmern waren wahrscheinlich auch einflussreiche Persönlichkeiten wie Sokrates, Platon, Aristoteles, Sophokles, Plutarch und Cicero.

## Geschichte
Man vermutet, dass die Mysterien seit mykenischer Zeit, etwa ab 1500 v. Chr., gefeiert wurden. Beweisen lässt sich dies nicht. Trifft es allerdings zu, so wurden sie über fast zweitausend Jahre jährlich abgehalten. Gesichert ist, dass die Mysterien von Eleusis während der Tyrannis des Peisistratos zur panhellenischen Veranstaltung wurden, und Gläubige aus ganz Griechenland und darüber hinaus nahmen fortan an den Feiern teil.
Ungefähr seit 300 v. Chr. lag die Kontrolle der Mysterien beim athenischen Staat; zwei Familien hatten besonderen Einfluss auf die Veranstaltung: die Eumolpidae und die Kerykes. Das führte zu einem Anstieg der Zahl der Weiheadepten, deren einzige Voraussetzungen war, keine Blutschuld zu haben und keine Barbaren zu sein. Das heißt, sie durften keinen Mord begangen haben und mussten fließend Griechisch sprechen können. Männern, Frauen und auch Sklaven war es erlaubt, als Adepten die Weihen zu empfangen.
Auch bei den Römern der Oberschicht wurden die Mysterien seit dem 2. Jahrhundert v. Chr. beliebt. Augustus wurde in die eleusinischen Mysterien eingeweiht, und Claudius wollte den Kult angeblich sogar nach Rom verlegen. Nero, in Griechenland weilend, vermied den Besuch in Eleusis allerdings, vielleicht, weil er nach dem Mord an seiner Mutter als unrein galt. Auch Lucius Verus und Gallienus ließen sich in die Mysterien einweihen.
Der letzte in die Mysterien eingeweihte römische Kaiser war 362 Julian. Im Jahr 364 erließ der christliche römische Kaiser Valentinian I. ein Edikt, das alle nächtlichen Zeremonien verbot, dessen Durchsetzung die eleusinische Feier betreffend jedoch der römische Prokonsul und dezidierte Anhänger der traditionellen Götterkulte Vettius Agorius Praetextatus verhinderte:

„Nachdem aber Praetextatus, der griechische Prokonsul, ein mit großer Tugend begabter Mann, ihm (Valentinian) dargelegt hatte, dass ein Leben als Grieche unmöglich sein würde unter einem Gesetz, das sie abhalten würde vom Vollzug der heiligen Mysterien, die das große Band ihrer Gemeinschaft seien, gestattete er die Feier in der üblichen Form, sein eigenes Edikt ignorierend und darauf bedacht, dass alles in hergebrachter Weise geschehe.“

Die Feiern in Eleusis wurden schließlich 392 durch den römischen Kaiser Theodosius I. per Dekret verboten. Bald nach der Zerstörung des Tempels in Eleusis durch die Goten Alarichs 395, in dessen Gefolge sich arianische Christen befanden, gerieten die Mysterien in Vergessenheit.

Vom Ende der Mysterien von Eleusis berichtete bald nach 400 Eunapios von Sardes in seiner Biographie des neuplatonischen Philosophen Maximos von Ephesos. Eunapios selbst war noch vom letzten legitimen Hierophanten geweiht worden: 

„Den Namen des damaligen Hierophanten darf ich nicht sagen, da er derselbe war, der den Schreibenden eingeweiht hatte. Seine Herkunft führte er auf die Eumolpiden zurück, und er war es, der die Zerstörung der Heiligtümer und den Untergang von ganz Griechenland in Gegenwart des Schreibenden voraussah. Er sah auch voraus, dass nach ihm noch einer Hierophant sein würde, der den Hierophantenthron nicht hätte berühren dürfen, da er anderen Göttern geweiht war und mit unaussprechlichen Eiden geschworen hatte, keinen anderen Zeremonien vorzustehen. Und doch würde er vorstehen, obwohl er nicht einmal Bürger von Athen war! So weit ging seine Vorausschau, dass er sah, dass noch zu seinen Lebzeiten die heiligen Tempel bis auf den Grund niedergerissen und verwüstet sein würden, und dass jener andere den Ruin würde mitanschauen müssen und verachtet sein würde seines übergroßen Ehrgeizes halber. Vor seinem Ende würde die Verehrung der Göttinnen enden, doch er würde, entehrt, nicht lange mehr leben. So kam es. Sobald der Thespier Hierophant wurde, der zuvor „Vater“ bei den Mysterien des Mithras war, so kam es zu einer Folge von Katastrophen, die hereinbrachen wie eine Flut. […] Alarich brach durch den Pass der Thermopylen und vor ihm lag Griechenland gleich einer Rennbahn, gleich einem Feld für Reiterspiele. Die Gottlosigkeit der Schwarzgekleideten [Mönche] hatte ihm die Tore Griechenlands derart geöffnet, die mit ihm einzogen, aber auch die Aufhebung der eleusinischen Satzungen.“

Einen Bericht über den Ablauf der Mysterien gibt der Kirchenvater Hippolyt von Rom in seinen Philosophumena wieder. Von den nichtchristlichen Autoren der klassischen Antike sind nur vage Aussagen und Andeutungen überliefert, unter anderem bei Pindar, Aischylos und Sophokles. Einer der wenigen, die das auferlegte Schweigegelübde brachen, war Diagoras von Melos, deshalb der „Gottlose“ genannt; er schrieb ein Buch über die Mysterien, wobei jedoch angeblich jede Kopie dieses Buches aufgespürt und vernichtet wurde.

## Interpretationen
In ihren Studien La source grecque et Intuitions pré-chrétiennes (deutsch: Die griechische Quelle und Vorchristliche Intuitionen) glaubte die französische Philosophin, Mystikerin und politische Aktivistin Simone Weil in der Verwendung des griechischen Wortes μηχανή / mêchanê im Sinne von „List“ einen „liturgischen Begriff der Mysterien von Eleusis, der sich auf das Geheimnis der Erlösung bezieht“ zu erkennen. Sie meinte: „Die Zeremonien der Mysterien von Eleusis wurden als Sakramente in unserem heutigen Sinne betrachtet. Und vielleicht waren sie echte Sakramente, die die gleiche Wirkweise wie die Taufe oder die Eucharistie hatten und diese Wirkweise aus der gleichen Beziehung zur Passion Christi ableiteten. Die Passion stand noch bevor.“ Die Symbole überschreiten die chronologische Zeit. Auf diese Weise „entspricht die göttliche List, die Gottes Leidenschaft ist, sich in seinem authentischen Wesen zu offenbaren, der Falle, in die Kore, die Tochter der Demeter, tappt.“